# Banderas rojas y verdes / Levántense, compañeros

Bandera del MAPU, a la cual alude el lado A del sencillo.

Banderas rojas y verdes / Levántense, compañeros es un sencillo oficial del cantautor chileno Ángel Parra como solista, lanzado originalmente en Chile en 1973 a través del Movimiento de Acción Popular Unitaria (MAPU). El lado A, «Banderas rojas y verdes», que alude a la bandera de dicho partido, está dedicado al recuerdo de Rodrigo Ambrosio. El lado B, por su parte, aparece en los álbumes Tierra prometida de 1975 y Ángel Parra de Chile de 1976.

## Lista de canciones
Toda la música compuesta por Ángel Parra. 
| Lado A |                           |          |  |
| N.º    | Título                    | Duración |  |
| 1.     | «Banderas rojas y verdes» |          |  |

| Lado B |                                                     |          |  |
| N.º    | Título                                              | Duración |  |
| 2.     | «Levántense, compañeros» (o «Levántese, compañero») |          |  |